# Ronde van Valencia 2024 (vrouwen)
De zesde editie van de wielerwedstrijd Ronde van Valencia voor vrouwen vond plaats op 4 februari 2024. Het peloton van 115 rensters startte in Bétera en finishte 93 kilometer later in Valencia. De wedstrijd had de UCI-categorie 1.1 en vond plaats op de slotdag van de Ronde van Valencia voor mannen. De Française Cédrine Kerbaol won de wedstrijd, waarmee ze Floortje Mackaij op de erelijst opvolgde.

## Uitslag
| Plaats  | Naam                          | Ploeg                           | Tijd     |
| ------- | ----------------------------- | ------------------------------- | -------- |
| Winnaar | Cédrine Kerbaol               | CERATIZIT-WNT                   | 2u24'17" |
| 2       | Marit Raaijmakers             | Human Powered Health            | + 4"     |
| 3       | Federica Damiana Piergiovanni | UAE Development                 | z.t.     |
| 4       | Olivia Baril                  | Movistar                        | z.t.     |
| 5       | Arianna Fidanza               | CERATIZIT-WNT                   | + 13"    |
| 6       | Nadia Quagliotto              | Laboral Kutxa-Fundación Euskadi | z.t.     |
| 7       | Maëva Squiban                 | Arkéa-B&B Hotels                | z.t.     |
| 8       | Elena Pirrone                 | Roland                          | z.t.     |
| 9       | Katia Ragusa                  | Human Powered Health            | z.t.     |
| 10      | Karolina Perekitko            | Winspace                        | z.t.     |
| 11      | Marta Jaskulska               | CERATIZIT-WNT                   | z.t.     |
| 12      | Ane Santesteban               | Laboral Kutxa-Fundación Euskadi | z.t.     |
| 13      | Lauren Stephens               | Cynisca                         | z.t.     |
| 14      | Marta Lach                    | CERATIZIT-WNT                   | z.t.     |
| 15      | Špela Kern                    | Cofidis                         | z.t.     |
| 16      | Joelija Birjoekova            | Human Powered Health            | z.t.     |
| 17      | Lotte Claes                   | Arkéa-B&B Hotels                | z.t.     |
| 18      | Sigrid Utterhus Haugset       | Coop-Repsol                     | z.t.     |
| 19      | Hannah Ludwig                 | Cofidis                         | z.t.     |
| 20      | Victoire Joncheray            | Komugi-Grand Est                | z.t.     |

Mannen: 1929 · 1930 · 1931 · 1932 · 1933 · 1934-1939 · 1940 · 1941 · 1942 · 1943 · 1944 · 1945-1946 · 1947 · 1948 · 1949 · 1950-1953 · 1954 · 1955 · 1956 · 1957 · 1958 · 1959 · 1960 · 1961 · 1962 · 1963 · 1964 · 1965 · 1966 · 1967 · 1968 · 1969 · 1970 · 1971 · 1972 · 1973 · 1974 · 1975 · 1976 · 1977 · 1978 · 1979 · 1980 · 1981 · 1982 · 1983 · 1984 · 1985 · 1986 · 1987 · 1988 · 1989 · 1990 · 1991 · 1992 · 1993 · 1994 · 1995 · 1996 · 1997 · 1998 · 1999 · 2000 · 2001 · 2002 · 2003 · 2004 · 2005 · 2006 · 2007 · 2008 · 2009-2015 · 2016 · 2017 · 2018 · 2019 · 2020 · 2021 · 2022 · 2023 · 2024 · 2025
Vrouwen: 2019 · 2020 · 2021 · 2022 · 2023 · 2024 · 2025